# Catha
Catha is een geslacht uit de kardinaalsmutsfamilie (Celastraceae). Het geslacht telt drie soorten die voorkomen in Afrika en op het Arabisch schiereiland.

## Soorten
- Catha abbottii A.E.van Wyk & M.Prins
- Catha edulis (Vahl) Forssk. ex Endl.
- Catha transvaalensis Codd

... · 
Apodostigma · 
Bhesa · 
Celastrus · 
Cassine · 
Catha · 
Euonymus (Kardinaalsmuts) · 
Parnassia · 
Salacia · 
Stackhousia · 
...